# Río Tagliamento
El río Tagliamento (en italiano, Tagliamento; en friulano ,Tiliment; en véneto, Tajamento) es el río más importante de la región de Friul-Venecia Julia, en Italia. Nace en los Alpes, en la región del Friul y desemboca en el mar Adriático entre Trieste y Venecia.

## Geografía

### Curso alto
El Tagliamento nace a 1.195 metros de altitud, en el límite entre las provincias italianas de Belluno y de Udine, al noroeste de la localidad de Forni di Sopra. Su curso fluye hacia el este, paralelamente a los Alpes Cárnicos hasta la confluencia con el Fella, cerca de Venzone. Desde ese punto, cambia su orientación al suroeste. Su primer afluente notable es el río Lumiel, que lo es por la izquierda, a 26 kilómetros del nacimiento del Tagliamento.
A partir de este punto, se extiende por un valle menos montañoso. En torno a Villa Santina recibe al río Degano, y posteriormente al But, cerca de Tolmezzo.
En Amaro, a 247 metros de altitud y a 56 kilómetros de su nacimiento, recibe al río Fella, su afluente más importante. Se extiende posteriormente por el llano de Osoppo, antiguo lago glaciar.

### Curso medio
Tras pasar por Pinzano, el río forma numerosas ramificaciones.
A partir de Rivis, a 71 metros de altitud, el río comienza a formar meandros tras haber cambiado la configuración geológica de la zona que recorre (ésta había pasado de terrenos muy sólidos a otros menos). El río se ensancha, hasta alcanzar en algunos tramos  180 metros entre ambas orillas.

### Curso bajo
En su desembocadura en el mar Adriático, forma un delta que limita al sur con la laguna de Marano.

## Cuenca
Su cuenca hidrográfica abarca una extensión de 2.916,86 km² en los que viven 165.000 personas. La mayor parte de esta cuenca se encuentra en la zona montañosa del Friul. Una característica de su cauce es que se trata de un río anastomosado, esto es, de gran anchura con numerosas islas de pequeño tamaño.

## Caudal
El régimen fluvial es muy irregular, casi torrencial. Su caudal medio es de 92 m³/s a la altura de Pinzano y de 70 m³/s en la desembocadura.
El máximo histórico registrado fue de 4.000 m³/s, en las inundaciones de noviembre de 1966.